# Laimós
Laimós (Laimos) är en kommunhuvudort i Grekland.   Den ligger i prefekturen Nomós Florínis och regionen Västra Makedonien, i den norra delen av landet, 400 km nordväst om huvudstaden Aten. Laimós ligger 910 meter över havet och antalet invånare är 185.
Terrängen runt Laimós är huvudsakligen kuperad, men åt nordväst är den platt. Runt Laimós är det mycket glesbefolkat, med 4 invånare per kvadratkilometer. Närmaste större samhälle är Símos Ioannídis, 19,3 km öster om Laimós. 